# Haller Globe-Theater
Das Haller Globe-Theater (auch Neues Haller Globe) ist ein Theatergebäude in Schwäbisch Hall. Es wurde in Anlehnung an das elisabethanische Globe Theatre errichtet und vereint architektonische Elemente sowohl antiker Amphitheater als auch klassischer Guckkastenbühnen. 2000 entstand zunächst ein Provisorium aus Holz, das 2019 durch einen Neubau abgelöst wurde.

## Das Gebäude
Das 2019 eröffnete Theatergebäude auf der Kocherinsel Unterwöhrd besitzt eine Natursteinfassade aus Muschelkalk und bietet Platz für 371 Zuschauer. Eine ausfahrbare Bühne ermöglicht Vorstellungen im Innen- und Außenbereich. Die Bühne erstreckt sich über drei Ebenen, das Dach kann im Sommer geöffnet werden und verwandelt das Gebäude in ein Freilichttheater.
Der Neubau verfügt über moderne Infrastruktur, darunter ein Foyer mit Gastronomie, sanitäre Anlagen, Kulissenräume, Garderoben sowie zeitgemäße Bühnen- und Lichttechnik. Eröffnet wurde das Theater am 30. März 2019 mit Shakespeares Was ihr wollt.
Noch im Bau befindlich wurde das Neue Globe 2018 mit Kosten von rund 9,5 Millionen Euro im Schwarzbuch des Bundes der Steuerzahler als Negativbeispiel geführt. Nach Fertigstellung wurde es 2020 von der Architektenkammer Baden-Württemberg mit dem Preis „Beispielhaftes Bauen in Baden-Württemberg“ ausgezeichnet.

## Geschichte

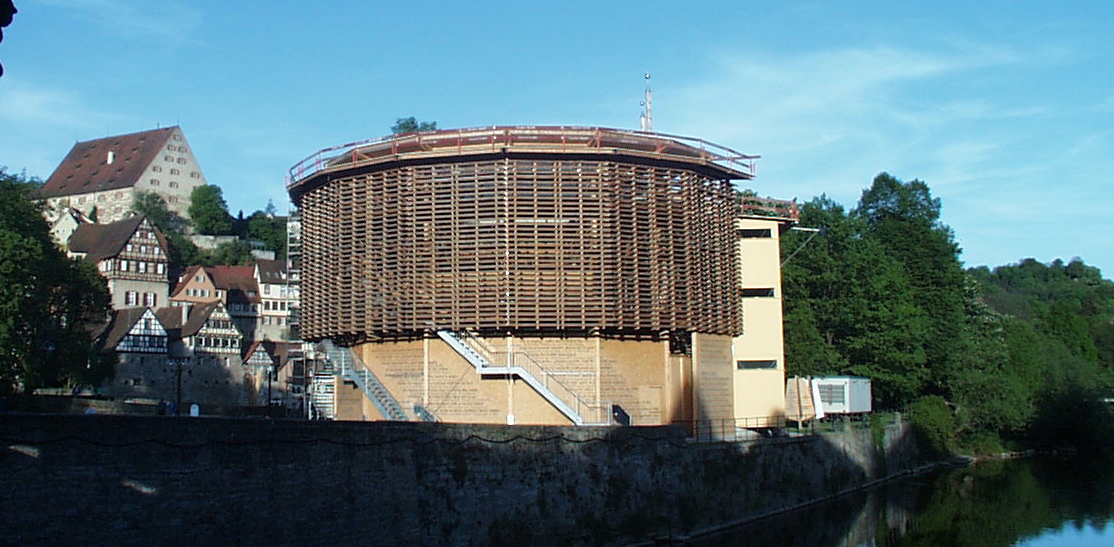
Globe-Theater in Schwäbisch Hall (Vorgängergebäude 2000–2016)

Seit 1925 wird in Schwäbisch Hall saisonal auf der mehr als 500 Jahre alten Freitreppe vor der Hauptkirche St. Michael professionell Freilichttheater aufgeführt. Durch den Erfolg kamen weitere Spielorte hinzu, in den 90er Jahren der Theaterkeller am Hafenmarkt und die Theaterscheune im Freilandmuseum Wackershofen. 2000 wurde mit einer Bürgeraktion auf der Kocherinsel „Unterwöhrd“ nach dem Londoner Vorbild ein hölzernes Globe Theater als Provisorium errichtet: ein dreistöckiger Rundbau mit nach oben offener Mitte.
Nach sechzehn Spielzeiten mit 50 Produktionen und über einer Viertelmillion Besuchern stimmte der Gemeinderat im Juni 2016 den vorliegenden Planungen für ein weiterentwickeltes Rund-Theater an derselben Stelle zu.
Im Herbst 2016 erfolgte der Abbau des bisherigen Globe-Theaters. Im September 2016 wurde bekanntgegeben, dass es an die Berliner Globe Works GmbH verkauft wurde. In Berlin-Charlottenburg sollte es bis 2020 wiederaufgebaut und bespielt werden.

## Das Vorgängergebäude
Das Vorgängergebäude wurde 1999/2000 nach Entwürfen der Architektengemeinschaft Schwäbisch Hall erbaut und anlässlich des 75-jährigen Jubiläums der Freilichtspiele Schwäbisch Hall im Jahr 2000 mit "Ein Sommernachtstraum" eröffnet.
Der Bau orientierte sich am Globe Theatre in London. Das Gebäude übernahm zwar die baulichen Eigenschaften des Vorbilds wie Polygon, Dreigeschossigkeit sowie Baumaterial Holz, aber imitierte den Bau nicht völlig. Damit sollten die „unverwechselbaren Eigenheiten in Form und Erschliessung […] die Identifikation als Haller Globe Theater“ möglich machen. Das Theater hatte 570 Sitzplätze. Es war eines von weltweit acht regelmäßig bespielten Globe-Theatern.
Auch das Vorgängergebäude wurde 2001 bereits von der Architektenkammer Baden-Württemberg mit dem Preis „Beispielhaftes Bauen in Baden-Württemberg“ ausgezeichnet.